# Гиряві Ісківці (заказник)
Гиряві І́сківці — гідрологічний заказник загальнодержавного значення. Розташований у межах Лохвицького району Полтавської області, біля села Гиряві Ісківці, що на північ від міста Лохвиці. 
Площа природоохоронної території 471 га. Створений 1983 р. 
Охороняється болотний масив у заплаві річки Сули, де переважають очеретяні та осокові угруповання рослин (рогіз, лепеха звичайна, осока). На берегах ростуть вільха, верба, осика, в'яз, чагарникові верби. 
Місце оселення болотних і водоплавних птахів, зокрема журавля сірого, занесеного до Червоної книги України. 
- у 1996 р. заказник «Гиряві Ісківці» ввійшов до складу новоствореного заказника «Середньосульський».